# Mike Parker Pearson
Mike Parker Pearson (* 26. června 1957) je britský archeolog se specializací na prehistorii a profesor na univerzitě v Sheffieldu.

## Život a dílo
Parker Pearson 1979 získal titul Bachelor of Arts na univerzitě v Southamptonu a v roce 1985 doktorský titul (PhD) na univerzitě v Cambridge. Od roku 1990 působí na oddělení archeologie na univerzitě v Sheffieldu (pracovně od roku 2010).

## Výuka
Parker Pearson přednáší na téma pozdní evropské dějiny, evropská doba železná, pohřební kultury, osteologie a paleoantropologie. Provádí také vykopávky na archeologických lokalitách v Anglii, Skotsku, na souostroví Vnější Hebridy, v Stonehenge, ale také v oblasti Sheffieldu.

## Výzkum
Je jedním z průkopníků pohřební ideologie v archeologii.

### Madagaskar
V letech 1995 a 1996 vedl Parker Pearson archeologický výzkumný projekt Madagaskar. Kromě archeologů se na výzkumu podíleli také antropologové, geomorfologové a botanikové. Madagaskar je jedním z posledních zemských území osídlených lidmi. Tým identifikoval některé z nejstarších hrobů v Androy a zařadil je do přírodního, společenského a genealogické kontextu. Byla prozkoumána historie prvního osídlení, vzestupu a pádu kamenných sídel. Výzkum byl také rozšířen na vymření megafauny, jako byl například nelétavý pták Aepyornis. Nakonec se potvrdily zprávy námořníka Roberta Druryho, který o pobytu na ostrově v letech 1703–1709 píše ve své knize Robert Drury's Journal.

### Bluestonehenge
Bluestonehenge, také zvaný Bluehenge, je monumentální kamenný kruh nedaleko Stonehenge v Anglii. Byl objeven v rámci projektu Stonehenge Riverside Project, který uskutečnili v létě roku 2009 archeologové pod vedením Parkera Pearsona. Tomu předcházelo několik výzkumů mezi lety 2003 a 2009 v okolí Stonehenge. Přitom byla odhaleny pozůstatky domů, pravděpodobně vesnice. Kamenný kruh Bluestonehenge má průměr 10 metrů, skládal se z 27 kamenů a spadá do doby mezi 3000–2400 př. n. l.

## Publikace
Částečně se spoluautory:

### Knihy
- 1978 New Approaches to Our Past: an archaeological forum.
- 1993 Bronze Age Britain. Batsford and English Heritage.
- 1994 Architecture and Order: approaches to social space.
- 1994 Looking at the Land. Archaeological landscapes in eastern England: recent work and future directions.
- 1999 Between Land and Sea: excavations at the broch of Dun Vulan, South Uist.
- 1999 The Archaeology of Death and Burial.
- 2001 Earthly Remains: the history and science of preserved bodies.
- 2002 In Search of the Red Slave: shipwreck and captivity in Madagascar.
- 2003 Food, Identity and Culture in the Neolithic and Early Bronze Age.
- 2004 Fiskerton: an Iron Age timber causeway with Iron Age and Roman votive offerings. The 1981 excavations.
- 2004 South Uist: archaeology and history of a Hebridean island. Tempus.
- 2005 Warfare, Violence and Slavery in Prehistory. BAR.
- 2007 From Stonehenge to the Baltic: living with cultural diversity in the 3rd millennium BC.
- 2010 Pastoralists, Warriors and Colonists: the archaeology of southern Madagascar.

### Odborné články (výběr)
- 2007 The age of Stonehenge. Antiquity 81: 617-39.
- 2008 Chieftains and pastoralists in Neolithic and Bronze Age Wessex: a review. In P. Rainbird (ed.) Monuments in the Landscape. Stroud: Tempus. 34-53
- 2008 New Discoveries at Stonehenge. Published keynote lecture. Reuvensdagen. 38th Annual Conference on Dutch Archaeology. Amsterdam: Erfgoed Nederland.
- 2009 Who was buried at Stonehenge? Antiquity 83: 23-39.
- 2009 The date of the Stonehenge cursus. Antiquity 83: 40-53.
- 2010 Ancient DNA preserved in Holocene and Pleistocene fossil avian eggshell. Proceedings of the Royal Society.[5]

## Členství
Parker Pearson je od roku 1989 členem Institute of Field Archaeologists (MIFA), Viceprezident spol. Prehistoric Society a od roku 1991 je členem Society of Antiquaries.

## Vyznamenání
Parker Pearson byl zvolen archeologem roku 2010. Jeho projekt Stonehenge Riverside Projekt získal v témže roce 2010 vyznamenání Archaeological Research Project of the Year.